# Това се нарича зора
„Това се нарича зора“ (на френски: Cela s'appelle l'aurore) е френско-италиански филм от 1956 година, социална драма на режисьора Луис Бунюел по негов сценарий в съавторство с Жан Фери, базиран на едноименния роман от 1952 година на Еманюел Роблес.
В центъра на сюжета е лекар на малък средиземноморски остров, който се ангажира в конфликт с местния фабрикант, игнорирайки проблемите в брака си. Главните роли се изпълняват от Жорж Маршал, Лучия Бозе, Жулиен Берто, Нели Боржо, Джани Еспозито.